# Segunda Categoría de Esmeraldas 2015
El Campeonato Provincial de Fútbol de Segunda Categoría de Esmeraldas 2015 fue un torneo de fútbol en Ecuador en el cual compitieron equipos de la Provincia de Esmeraldas. El torneo fue organizado por la Asociación de Fútbol No Amateur de Esmeraldas (AFE) y avalado por la Federación Ecuatoriana de Fútbol. El torneo empezó el 2 de mayo de 2015 y finalizó el 11 de julio de 2015. Participaron 12 clubes de fútbol y entregó 2 cupos al Zonal de Ascenso de la Segunda Categoría 2015 por el ascenso a la Serie B.

## Sistema de campeonato
El sistema determinado por la Asociación de Fútbol No Amateur de Esmeraldas fue el siguiente:
- Primera fase: Los 12 clubes fueron divididos en 3 grupos de 4 equipos cada uno, se jugaron 6 fechas en un sistema de todos contra todos, donde los 2 primeros de cada grupo pasaron a la siguiente ronda.

- Cuadrangular Final: Se jugó con los mejores equipos de los 3 grupos de la fase anterior más el mejor segundo, así mismo todos contra todos en un total de 6 fechas, donde los 2 primeros clasificaron a los Zonales de Ascenso; el primero fue campeón y el segundo vicecampeón.

## Equipos participantes
| Equipos participantes                                  | Equipos participantes | Equipos participantes       |
| ------------------------------------------------------ | --------------------- | --------------------------- |
|                                                        |                       |                             |
| Equipo                                                 | Ciudad                | Estadio                     |
| Atacames Sporting Club                                 | Atacames              | Estadio Walter Aparicio     |
| Club Deportivo Alianza del Pailón                      | San Lorenzo           | Estadio Jesús Cangá Caicedo |
| Centro Juvenil Deportivo                               | Esmeraldas            | Estadio Folke Anderson      |
| Club Social, Cultural y Deportivo Brasilia             | Quinindé              | Estadio Pascual Mina        |
| Club Social, Cultural y Deportivo Esmeraldas Petrolero | Esmeraldas            | Estadio Folke Anderson      |
| Club Deportivo Atlético Valencia                       | Atacames              | Estadio Walter Aparicio     |
| Club Deportivo 5 de Agosto                             | Esmeraldas            | Estadio Folke Anderson      |
| Club Social y Deportivo Juventus                       | Esmeraldas            | Estadio Folke Anderson      |
| Club Deportivo Quinindé                                | Quinindé              | Estadio Pascual Mina        |
| Club Social y Deportivo Vargas Torres                  | Esmeraldas            | Estadio Folke Anderson      |
| Rocafuerte Sporting Club                               | Esmeraldas            | Estadio Folke Anderson      |
| Unión Deportiva Juvenil de Quinindé                    | Quinindé              | Estadio Pascual Mina        |

## Equipos por Cantón
| Cantón      | N.º | Equipos                                                                                                |
| ----------- | --- | --- |
| Esmeraldas  | 6   | Centro Juvenil Deportivo, Esmeraldas Petrolero, 5 de Agosto, Juventus, Vargas Torres y Rocafuerte S.C. |
| Quinindé    | 3   | Brasilia, Deportivo Quinindé y U.D.J. de Quinindé                                                      |
| Atacames    | 2   | Atacames S.C. y Atlético Valencia                                                                      |
| San Lorenzo | 1   | Alianza del Pailón                                                                                     |

## Primera fase

### Grupo 1

#### Clasificación
|  |    | Equipo               | PJ | PG | PE | PP | GF | GC | DG  | PTS |
|  | -- | -------------------- | -- | -- | -- | -- | -- | -- | --- | --- |
|  | 1. | Esmeraldas Petrolero | 5  | 4  | 1  | 0  | 12 | 2  | +10 | 13  |
|  | 2. | Juventus             | 6  | 3  | 2  | 1  | 14 | 9  | +5  | 11  |
|  | 3. | Vargas Torres        | 6  | 2  | 1  | 3  | 16 | 9  | +7  | 7   |
|  | 4. | U.D.J. de Quinindé   | 5  | 0  | 0  | 5  | 1  | 23 | -22 | 0   |

|  | Clasificado al Hexagonal final. |

#### Evolución de la clasificación
| Equipo / Jornada     | 01 | 02 | 03 | 04 | 05 | 06 |
| -------------------- | -- | -- | -- | -- | -- | -- |
| Esmeraldas Petrolero | 1  | 1  | 1  | 1  | 1  | 1  |
| Juventus             | 3  | 2  | 2  | 3  | 2  | 2  |
| Vargas Torres        | 2  | 3  | 3  | 2  | 3  | 3  |
| U.D.J. de Quinindé   | 4  | 4  | 4  | 4  | 4  | 4  |

#### Resultados
|  | Juventus             | 0 - 0 | Vargas Torres      |  | Folke Anderson | 2 de mayo | 09:45 |
|  | Esmeraldas Petrolero | 1 - 0 | U.D.J. de Quinindé |  | Folke Anderson | 2 de mayo | 14:15 |

|  | Vargas Torres      | 1 - 2 | Esmeraldas Petrolero |  | Folke Anderson | 9 de mayo | 14:15 |
|  | U.D.J. de Quinindé | 0 - 3 | Juventus             |  | Pascual Mina   | 9 de mayo | 15:00 |

|  | Vargas Torres | 8 - 0 | U.D.J. de Quinindé   |  | Folke Anderson | 13 de mayo | 12:00 |
|  | Juventus      | 0 - 0 | Esmeraldas Petrolero |  | Folke Anderson | 13 de mayo | 14:15 |

|  | U.D.J. de Quinindé   | 0 - 5 | Vargas Torres |  | Pascual Mina   | 16 de mayo | 13:15 |
|  | Esmeraldas Petrolero | 7 - 0 | Juventus      |  | Folke Anderson | 16 de mayo | 13:15 |

|  | Juventus             | 6 - 1 | U.D.J. de Quinindé |  | Folke Anderson | 23 de mayo | 10:00 |
|  | Esmeraldas Petrolero | 2 - 1 | Vargas Torres      |  | Folke Anderson | 23 de mayo | 14:15 |

|  | Vargas Torres      | 1 - 5 | Juventus             |  | Folke Anderson | 30 de mayo     | 12:00 |
|  | U.D.J. de Quinindé | -     | Esmeraldas Petrolero |  | - - - -        | No se programó | --:-- |

### Grupo 2

#### Clasificación
|  |    | Equipo                   | PJ | PG | PE | PP | GF | GC | DG  | PTS |
|  | -- | ------------------------ | -- | -- | -- | -- | -- | -- | --- | --- |
|  | 1. | Alianza del Pailón       | 6  | 6  | 0  | 0  | 16 | 2  | +14 | 18  |
|  | 2. | Deportivo Quinindé       | 6  | 4  | 0  | 2  | 19 | 6  | +13 | 9   |
|  | 3. | Centro Juvenil Deportivo | 5  | 1  | 0  | 4  | 5  | 14 | -9  | 3   |
|  | 4. | 5 de Agosto              | 5  | 0  | 0  | 5  | 2  | 20 | -18 | 0   |

|  | Clasificado al Hexagonal final. |

#### Evolución de la clasificación
| Equipo / Jornada         | 01 | 02 | 03 | 04 | 05 | 06 |
| ------------------------ | -- | -- | -- | -- | -- | -- |
| Alianza del Pailón       | 2  | 1  | 1  | 1  | 1  | 1  |
| Deportivo Quinindé       | 4  | 2  | 2  | 2  | 2  | 2  |
| Centro Juvenil Deportivo | 1  | 3  | 3  | 3  | 3  | 3  |
| 5 de Agosto              | 3  | 4  | 4  | 4  | 4  | 4  |

#### Resultados
|  | 5 de Agosto        | 1 - 2 | Centro Juvenil Deportivo |  | Folke Anderson         | 2 de mayo | 12:00 |
|  | Deportivo Quinindé | 0 - 1 | Alianza del Pailón       |  | Leoncio Quiñónez Cuero | 3 de mayo | 12:15 |

|  | Centro Juvenil Deportivo | 0 - 2 | Alianza del Pailón |  | Folke Anderson         | 9 de mayo  | 12:00 |
|  | Deportivo Quinindé       | 5 - 0 | 5 de Agosto        |  | Leoncio Quiñónez Cuero | 10 de mayo | 13:00 |

|  | Alianza del Pailón       | 2 - 0 | 5 de Agosto        |  | Jesús Cangá Caicedo | 13 de mayo | 15:00 |
|  | Centro Juvenil Deportivo | 1 - 5 | Deportivo Quinindé |  | Folke Anderson      | 14 de mayo | 14:15 |

|  | 5 de Agosto        | 0 - 7 | Alianza del Pailón       |  | Folke Anderson         | 16 de mayo | 11:00 |
|  | Deportivo Quinindé | 4 - 1 | Centro Juvenil Deportivo |  | Leoncio Quiñónez Cuero | 17 de mayo | 13:00 |

|  | 5 de Agosto        | 1 - 4 | Deportivo Quinindé       |  | Folke Anderson      | 23 de mayo | 12:15 |
|  | Alianza del Pailón | 2 - 1 | Centro Juvenil Deportivo |  | Jesús Cangá Caicedo | 23 de mayo | 15:00 |

|  | Alianza del Pailón       | 2 - 1 | Deportivo Quinindé |  | Jesús Cangá Caicedo | 30 de mayo     | 14:00 |
|  | Centro Juvenil Deportivo | -     | 5 de Agosto        |  | - - - -             | No se programó | --:-- |

### Grupo 3

#### Clasificación
|  |    | Equipo            | PJ | PG | PE | PP | GF | GC | DG  | PTS |
|  | -- | ----------------- | -- | -- | -- | -- | -- | -- | --- | --- |
|  | 1. | Atacames S.C.     | 6  | 4  | 2  | 0  | 14 | 2  | +12 | 14  |
|  | 2. | Rocafuerte S.C.   | 6  | 3  | 3  | 0  | 10 | 2  | +8  | 12  |
|  | 3. | Brasilia          | 6  | 2  | 0  | 4  | 5  | 14 | -9  | 6   |
|  | 4. | Atlético Valencia | 6  | 0  | 1  | 5  | 1  | 12 | -11 | 1   |

|  | Clasificado al Hexagonal final. |

#### Evolución de la clasificación
| Equipo / Jornada  | 01 | 02 | 03 | 04 | 05 | 06 |
| ----------------- | -- | -- | -- | -- | -- | -- |
| Atacames S.C.     | 2  | 2  | 1  | 1  | 1  | 1  |
| Rocafuerte S.C.   | 1  | 1  | 2  | 2  | 2  | 2  |
| Brasilia          | 3  | 3  | 3  | 3  | 3  | 3  |
| Atlético Valencia | 4  | 4  | 4  | 4  | 4  | 4  |

#### Resultados
|  | Brasilia      | 0 - 1 | Rocafuerte S.C.   |  | Pascual Mina    | 2 de mayo | 15:00 |
|  | Atacames S.C. | 1 - 0 | Atlético Valencia |  | Walter Aparicio | 3 de mayo | 15:00 |

|  | Atlético Valencia | 1 - 2 | Brasilia      |  | Folke Anderson | 9 de mayo | 09:45 |
|  | Rocafuerte S.C.   | 0 - 0 | Atacames S.C. |  | CEAR           | 9 de mayo | 11:00 |

|  | Brasilia          | 0 - 3 | Atacames S.C.   |  | Pascual Mina   | 13 de mayo | 15:00 |
|  | Atlético Valencia | 0 - 0 | Rocafuerte S.C. |  | Folke Anderson | 14 de mayo | 12:00 |

|  | Atacames S.C.   | 3 - 0 | Brasilia          |  | Walter Aparicio | 16 de mayo | 15:00 |
|  | Rocafuerte S.C. | 1 - 0 | Atlético Valencia |  | CEAR            | 17 de mayo | 15:00 |

|  | Brasilia      | 3 - 0 | Atlético Valencia |  | Pascual Mina    | 23 de mayo | 15:00 |
|  | Atacames S.C. | 2 - 2 | Rocafuerte S.C.   |  | Walter Aparicio | 23 de mayo | 15:00 |

|  | Rocafuerte S.C.   | 6 - 0 | Brasilia      |  | CEAR           | 30 de mayo | 14:00 |
|  | Atlético Valencia | 0 - 5 | Atacames S.C. |  | Folke Anderson | 30 de mayo | 14:00 |

## Cuadrangular Final

### Clasificación
|  |    | Equipo               | PJ | PG | PE | PP | GF | GC | DG | PTS |
|  | -- | -------------------- | -- | -- | -- | -- | -- | -- | -- | --- |
|  | 1. | Esmeraldas Petrolero | 6  | 2  | 4  | 0  | 4  | 1  | +3 | 10  |
|  | 2. | Alianza del Pailón   | 6  | 1  | 4  | 1  | 1  | 1  | 0  | 7   |
|  | 3. | Atacames S.C.        | 6  | 1  | 3  | 2  | 4  | 4  | 0  | 6   |
|  | 4. | Rocafuerte S.C.      | 6  | 1  | 3  | 2  | 3  | 6  | -3 | 6   |

|  | Campeón y clasificado a los zonales de Segunda Categoría 2015.     |
|  | Vicecampeón y clasificado a los zonales de Segunda Categoría 2015. |

### Evolución de la clasificación
| Equipo / Jornada     | 01 | 02 | 03 | 04 | 05 | 06 |
| -------------------- | -- | -- | -- | -- | -- | -- |
| Esmeraldas Petrolero | 1  | 1  | 1  | 1  | 1  | 1  |
| Alianza del Pailón   | 2  | 3  | 3  | 4  | 4  | 2  |
| Atacames S.C.        | 4  | 4  | 4  | 3  | 3  | 3  |
| Rocafuerte S.C.      | 3  | 2  | 2  | 2  | 2  | 4  |

### Resultados
|  | Rocafuerte S.C. | 0 - 0 | Alianza del Pailón   |  | CEAR            | 6 de junio | 15:00 |
|  | Atacames S.C.   | 0 - 2 | Esmeraldas Petrolero |  | Walter Aparicio | 7 de junio | 15:00 |

|  | Esmeraldas Petrolero | 1 - 1 | Rocafuerte S.C. |  | Folke Anderson      | 13 de junio | 13:30 |
|  | Alianza del Pailón   | 0 - 0 | Atacames S.C.   |  | Jesús Cangá Caicedo | 13 de junio | 15:00 |

|  | Esmeraldas Petrolero | 1 - 0 | Alianza del Pailón |  | Folke Anderson | 20 de junio | 13:00 |
|  | Rocafuerte S.C.      | 2 - 1 | Atacames S.C.      |  | CEAR           | 20 de junio | 15:00 |

|  | Atacames S.C.      | 3 - 0 | Rocafuerte S.C.      |  | Walter Aparicio     | 27 de junio | 15:00 |
|  | Alianza del Pailón | 0 - 0 | Esmeraldas Petrolero |  | Jesús Cangá Caicedo | 27 de junio | 15:00 |

|  | Atacames S.C.   | 0 - 0 | Alianza del Pailón   |  | Walter Aparicio | 4 de julio | 15:00 |
|  | Rocafuerte S.C. | 0 - 0 | Esmeraldas Petrolero |  | CEAR            | 4 de julio | 15:00 |

|  | Esmeraldas Petrolero | 0 - 0 | Atacames S.C.   |  | Folke Anderson    | 11 de julio | 13:00 |
|  | Alianza del Pailón   | 1 - 0 | Rocafuerte S.C. |  | Olímpico (Ibarra) | 11 de julio | 13:00 |

</center<

## Campeón
| |
| |
| Club Social, Cultural y Deportivo Esmeraldas Petrolero 3.er Título Clasifica a los zonales de la Segunda Categoría 2015 - También clasifica Club Deportivo Alianza del Pailón como Vicecampeón. |